# White Panther Party
The White Panther Party était un collectif américain blanc antiraciste fondé en 1968 par Pun Plamondon (en), Leni Sinclair, et John Sinclair.
Le mouvement a commencé en réponse à un entretien où Huey P. Newton, cofondateur du Black Panther Party, dut répondre à une question dans laquelle on lui demandait ce que les Blancs pourraient faire pour soutenir les Black Panthers. Newton répondit qu'ils pouvaient former le White Panther Party. Le groupe prit son nom et dédia son énergie à la révolution culturelle. John Sinclair fit tous les efforts possibles pour s'assurer que les White Panthers ne soit pas pris pour un groupe de suprémacistes blancs. Le parti travailla avec plusieurs groupes de défenses des minorités ethniques dans la Rainbow Coalition.

## Revendications
Le White Panther Party a été fondé par des beatniks et des artistes majoritairement issus de Détroit. Outre l'égalité raciale, ils revendiquent la fin du capitalisme, la dépénalisation du cannabis et la promotion du rock et du sexe. Ils s'opposent à l'impérialisme, alors que les États-Unis sont en guerre au Vietnam. Ils prônent les valeurs d'entraide, un principe qu'ils mettent en pratique en distribuant le bulletin du Black Panther Party dans les rues de Détroit.
Concrètement, l'action du parti consiste à donner des cours d'éducation politique, informer la population blanche des brutalités policières, et diffuser une contre-culture grâce à des médias et divers événements culturels. Le groupe de rock MC5 partage leurs idéaux et fait la promotion du parti. Le parti obtient des résultats pratiques avant-gardistes à Ann Arbor dans le Michigan, où il fait adopter une loi condamnant la possession de cannabis à une simple amende, sans peine de prison. Il y instaure également la gratuité pour la clinique, l'école, la garderie, etc.

## Histoire
Le White Panther Party est organisé comme un véritable parti et possède un comité central. Le siège du parti est à Portland. Le nombre de membres n'est pas connu. Le parti comporte 15 sections agissant à travers les États-Unis. L'un de ses fondateurs, Lawrence Plamondon, fait preuve de radicalité. Il déclare : « Prends un flingue, mon frère, apprends à t'en servir. Tu en auras besoin, très bientôt. Très bientôt. Tu es une Panthère Blanche, agis comme telle. » Le directeur du FBI, J. Edgar Hoover, considère le White Panther Party comme l'une des organisations militantes les plus dangereuses. Le parti est harcelé par les forces de l'ordre. En 1970, la justice fait un exemple en condamnant John Sinclair à dix ans de prison pour possession de deux cigarettes de cannabis. Les militants n'en sont que plus déterminés et réunissent 15 000 personnes lors d'un évènement intitulé John Sinclair Freedom Rally à l'université du Michigan à Ann Arbor en 1971. Parmi les participants se trouvent John Lennon (qui nommera un morceau John Sinclair sur Some Time In New York City, sorti en 1972), Yoko Ono, Stevie Wonder, Bob Seger et Bobby Seale, le cofondateur du Black Panther Party. Trois jours après, tandis que la Cour suprême du Michigan a déclaré anticonstitutionnelles les lois sur le cannabis, John Sinclair est libéré. Il rejoint le mouvement, qui, entre-temps, a été renommé Rainbow People's Party, ce qui permet d'éviter toute confusion avec le suprémacisme blanc.
Le parti se dissout au début des années 1980, alors qu'il est infiltré par des agents fédéraux ayant pour objectif de lui nuire.